# بوصير شائع
البوصيرا أو البوصير الشائع  أو البوصير التابسوسي أو آذان الدب أو بو صير أو بوصير أو لبيدة (نسبة إلى مدينة تابسوس القديمة في تونس حالياً) (باللاتينية: Verbascum thapsus) هو نوع نباتي يتبع جنس البوصير من الفصيلة الغدبية.

## الأسماء الشائعة
من أسمائه الشائعة:
- بوصير مخملي
- بوصيري
- مسكر الحوت
- آذان الدب

## توزيع والانتشار
موطنه حوض البحر الأبيض المتوسط ومعظم مناطق أوروبا. هو أصيل في أقطار الشام وغرب المغرب العربي. انتشر أيضاً في أماكن أخرى مثل أمريكا الشمالية وشرق آسيا وأستراليا.

## الاستخدامات

### الاستخدامات الطبية
الجزء المستخدم منه الأوراق والأزهار التي تحتوي على مواد هلامية وفلافونيات وصابونينات ثلاثية التربينويد وزيت طيار وحمض العفص. يستعمل البوصير ضد السعال ونزلات البرد. تنقع الأزهار في زيت الزيتون لمدة ساعتين ثم يقطر زيت الزيتون في الأذن لتخفيف الالتهاب ومقاومة العدوى.